# Fußball-Bezirksklasse Unterbaden 1933/34
Die Fußball-Bezirksklasse Unterbaden 1933/34 war die erste Spielzeit der Fußball-Bezirksklasse Unterbaden im Sportgau Baden. Sie diente als eine von drei zweitklassigen Bezirksklassen als Unterbau der Gauliga Baden. Die Bezirksmeister dieser drei Spielklassen qualifizierten sich für eine Aufstiegsrunde, in der zwei Aufsteiger zur Gauliga Baden ausgespielt wurden.
Die Bezirksklasse Unterbaden startete in den Staffeln Ost und West mit elf, bzw. zehn teilnehmenden Vereinen und wurde im Rundenturnier mit Hin-und-Rückspiel ausgetragen. Die Saison begann am 17. September 1933, die letzten Spiele kamen am 21. Mai 1934 zur Austragung. Als Bezirksmeister setzte sich der Sieger der Gruppe West, MFC 08 Lindenhof, in zwei Entscheidungsspielen gegen den Sieger der Gruppe Ost, FV 09 Weinheim durch. Dadurch qualifizierten sich die Mannheimer für die Aufstiegsrunde zur Gauliga Baden 1934/35, in der der zweite Platz und somit der Aufstieg in die Erstklassigkeit erreicht werden konnte.

## Teilnehmer
Für die erste Austragung der Fußball-Bezirksklasse Unterbaden qualifizierten sich folgende Mannschaften:
- die vier bestplatzierten unterbadischen Vereine der Bezirksliga Rhein/Saar Gruppe Rhein 1932/33:
  - SpVgg Amicitia Viernheim
  - SpVgg Sandhofen
  - MFC 08 Lindenhof
  - FC Germania Friedrichsfeld
- die neun bestplatzierten Vereine aus der Kreisliga Neckar 1932/33:

  - FVg Eppelheim
  - 1. FC Heidelberg 05
  - FG Union Heidelberg
  - Kirchheimer FG
  - SpVgg Plankstadt
  - FG Rohrbach
  - SV Sandhausen
  - SV 98 Schwetzingen
  - VfB Wiesloch
- die sieben bestplatzierten Vereine aus der Kreisliga Unterbaden 1932/33:
  - TuS Altrip
  - VfTuR Feudenheim
  - SC Käfertal
  - Phönix Mannheim
  - SpVgg 07 Mannheim
  - Viktoria Wallstadt
  - FV 09 Weinheim
- der beste unterbadische Verein aus der Kreisliga Elsenz 1932/33:
  - SpVgg Eberbach

## Gruppe Ost
Die Entscheidung um den Gruppensieg fiel erst am 29. April 1934, als die beiden Gruppenbesten FV 09 Weinheim und Kirchheimer FG aufeinander trafen. Für beide Vereine war dies der letzte Spieltag dieser Saison. Durch einen 4:0-Sieg sicherte sich Weinheim die Meisterschaft der Gruppe Ost.

### Kreuztabelle
Die Kreuztabelle stellt die Ergebnisse aller überlieferten Spiele dieser Saison dar. Die Heimmannschaft ist in der linken Spalte, die Gastmannschaft in der oberen Zeile aufgelistet.
| 1933/34             | FV 09 Weinheim | KIR | SV Sandhausen | WIE | PLA   | SV 98 Schwetzingen | EPP | EBE | H05 | FG Union Heidelberg | ROH |
| ------------------- | -------------- | --- | ------------- | --- | ----- | ------------------ | --- | --- | --- | ------------------- | --- |
| FV 09 Weinheim      |                | 4:0 | 2:1           | 4:2 | 3:3   | 2:3                | 6:1 | 3:1 | 6:1 | 3:1                 | 3:0 |
| Kirchheimer FG      | 0:2            |     | 3:1           | 4:1 | 2:0   | 8:3                | 2:1 | 4:1 | 7:2 | 5:2                 | 1:1 |
| SV Sandhausen       | 2:2            | 2:3 |               | 2:2 | 2:3   | 4:1                | 3:1 | 2:0 | 5:0 | 5:2                 | 5:2 |
| VfB Wiesloch        | 2:2            | 2:4 | 1:1           |     | 3:1   | 4:1                | 4:2 | 4:3 | 2:0 | 3:0                 | 2:0 |
| SpVgg Plankstadt    | 4:2            | 2:2 | 0:2           | 0:0 |       | 0:0                | 5:2 | 1:3 | 1:0 | 3:0                 | 2:2 |
| SV 98 Schwetzingen  | 0:1            | 2:2 | 2:3           | 0:1 | 2:1   |                    | 7:0 | 3:2 | 2:1 | 5:1                 | 6:0 |
| FVg Eppelheim       | 2:3            | 3:3 | 1:3           | 4:1 | 2:0   | 2:0                |     | 5:1 | 2:1 | 4:3                 | 1:2 |
| SpVgg Eberbach      | 1:2            | 1:1 | 2:2           | 7:1 | 3:1   | 3:1                | 1:0 |     | 1:1 | 4:1                 | 7:3 |
| 1. FC Heidelberg 05 | 1:1            | 0:2 | 3:1           | 2:1 | 3:0 a | 2:0                | 1:1 | 2:0 |     | 3:1                 | 0:0 |
| FG Union Heidelberg | 3:1            | 2:2 | 6:0           | 3:1 | 3:6   | 3:2                | 2:3 | 5:4 | 5:1 |                     | 4:1 |
| FG Rohrbach         | 2:2            | 3:3 | 1:2           | 1:3 | 3:4   | 0:2                | 1:4 | 2:0 | 6:1 | 2:0                 |     |

### Abschlusstabelle
| Pl. | Verein              | Sp. | S  | U | N  | Tore    | Quote | Punkte |
| --- | ------------------- | --- | -- | - | -- | ------- | ----- | ------ |
| 1.  | FV 09 Weinheim      | 20  | 12 | 5 | 3  | 054:300 | 1,80  | 29:11  |
| 2.  | Kirchheimer FG      | 20  | 11 | 7 | 2  | 058:350 | 1,66  | 29:11  |
| 3.  | SV Sandhausen       | 20  | 10 | 4 | 6  | 048:370 | 1,30  | 24:16  |
| 4.  | VfR Wiesloch        | 20  | 9  | 4 | 7  | 040:410 | 0,98  | 22:18  |
| 5.  | SpVgg Plankstadt    | 20  | 7  | 5 | 8  | 038:390 | 0,97  | 19:21  |
| 6.  | SV 98 Schwetzingen  | 20  | 8  | 2 | 10 | 042:400 | 1,05  | 18:22  |
| 7.  | FVg Eppelheim       | 20  | 8  | 2 | 10 | 041:490 | 0,84  | 18:22  |
| 8.  | SpVgg Eberbach      | 20  | 7  | 3 | 10 | 045:440 | 1,02  | 17:23  |
| 9.  | 1. FC Heidelberg 05 | 20  | 6  | 4 | 10 | 025:450 | 0,56  | 16:24  |
| 10. | FG Union Heidelberg | 20  | 7  | 1 | 12 | 047:580 | 0,81  | 15:25  |
| 11. | FG Rohrbach         | 20  | 4  | 5 | 11 | 032:520 | 0,62  | 13:27  |

## Gruppe West
Die Entscheidung um den Gruppensieg fiel erst am 13. April 1934, dem letzten Spieltag der Gruppe West. Durch einen 5:0-Erfolg im Nachholspiel über Viktoria Wallstadt gelang es dem MFC 08 Lindenhof, den bisher führenden FC Germania Friedrichsfeld abzufangen und sich den Gruppensieg zu sichern.

### Kreuztabelle
Die Kreuztabelle stellt die Ergebnisse aller überlieferten Spiele dieser Saison dar. Die Heimmannschaft ist in der linken Spalte, die Gastmannschaft in der oberen Zeile aufgelistet.
| 1933/34                    | MFC 08 Lindenhof | FC Germania Friedrichsfelde | SpVgg Sandhofen | TuS Altrip | FEU | SpVgg Amicitia Viernheim | PHÖ | KÄF   | M07 | WAL |
| -------------------------- | ---------------- | --------------------------- | --------------- | ---------- | --- | ------------------------ | --- | ----- | --- | --- |
| MFC 08 Lindenhof           |                  | 2:2                         | 2:1             | 5:0        | 4:2 | 2:1                      | 3:2 | 3:0   | 3:0 | 3:3 |
| FC Germania Friedrichsfeld | 0:1              |                             | 4:1             | 6:0        | 0:1 | 4:1                      | 3:2 | 2:1   | 4:0 | 6:0 |
| SpVgg Sandhofen            | 3:2              | 1:0                         |                 | 5:1        | 1:0 | 2:2                      | 5:0 | 6:0   | 5:1 | 4:1 |
| TuS Altrip                 | 2:1              | 0:0                         | 2:1             |            | 5:2 | 2:1                      | 2:1 | 7:0   | 0:1 | 6:2 |
| VfTuR Feudenheim           | 5:2              | 3:2                         | 1:0             | 2:2        |     | 3:4                      | 3:3 | 1:4   | 2:0 | 4:0 |
| SpVgg Amicitia Viernheim   | 3:2              | 2:4                         | 3:2             | 4:0        | 1:1 |                          | 2:2 | 3:2   | 6:1 | 4:0 |
| Phönix Mannheim            | 0:0              | 1:0                         | 3:1             | 2:0        | 1:1 | 3:2                      |     | 2:7   | 1:2 | 3:0 |
| SC Käfertal                | 1:5              | 0:1                         | 1:5             | 2:2        | 3:2 | 2:1                      | 2:2 |       | 4:1 | 2:0 |
| SpVgg 07 Mannheim          | 1:2              | 0:2                         | 0:2             | 0:1        | 0:1 | 4:5                      | 1:1 | 1:0 b |     | 1:0 |
| Viktoria Wallstadt         | 0:5              | 2:3                         | 0:3             | 1:6        | 3:5 | 4:2                      | 3:0 | 0:2   | 4:1 |     |

### Abschlusstabelle
| Pl. | Verein                     | Sp. | S  | U | N  | Tore    | Quote | Punkte |
| --- | -------------------------- | --- | -- | - | -- | ------- | ----- | ------ |
| 1.  | MFC 08 Lindenhof           | 18  | 11 | 3 | 4  | 047:260 | 1,81  | 25:11  |
| 2.  | FC Germania Friedrichsfeld | 18  | 11 | 2 | 5  | 043:180 | 2,39  | 24:12  |
| 3.  | SpVgg Sandhofen            | 18  | 11 | 1 | 6  | 048:230 | 2,09  | 23:13  |
| 4.  | TuS Altrip                 | 18  | 9  | 3 | 6  | 038:360 | 1,06  | 21:15  |
| 5.  | VfTuR Feudenheim           | 18  | 8  | 4 | 6  | 039:350 | 1,11  | 20:16  |
| 6.  | SpVgg Amicitia Viernheim   | 18  | 8  | 3 | 7  | 047:400 | 1,18  | 19:17  |
| 7.  | Phönix Mannheim            | 18  | 5  | 6 | 7  | 029:370 | 0,78  | 16:20  |
| 8.  | SC Käfertal                | 18  | 7  | 2 | 9  | 033:440 | 0,75  | 16:20  |
| 9.  | SpVgg 07 Mannheim          | 18  | 4  | 1 | 13 | 015:430 | 0,35  | 09:27  |
| 10. | Viktoria Wallstadt         | 18  | 3  | 1 | 14 | 023:600 | 0,38  | 07:29  |

## Entscheidungsspiel Bezirksmeisterschaft
| Datum                       |                                    | Gesamt |                                       | Hinspiel  | Rückspiel |
| --------------------------- | ---------------------------------- | ------ | ------------------------------------- | --------- | --------- |
| 13. Mai 1934 / 21. Mai 1934 | FV 09 Weinheim (Sieger Gruppe Ost) | 2:3    | MFC 08 Lindenhof (Sieger Gruppe West) | 1:3 (1:1) | 1:0 (0:0) |